# Marcantonio Memmo

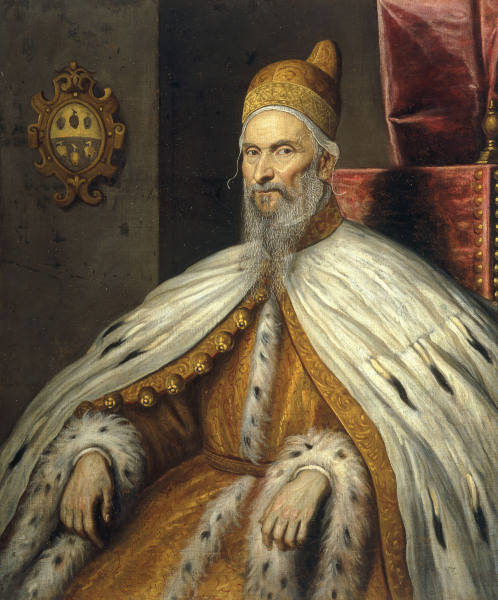
Werkstatt des Leonardo da Ponte Bassano (1557–1622): Marcantonio Memmo, Öl auf Leinwand, 117 mal 98 cm, Privatsammlung

Marcantonio Memmo (* 11. November 1536 in Venedig; † 31. Oktober 1615 ebenda), auch Marc’Antonio Memmo, war, folgt man der staatlich gesteuerten Geschichtsschreibung der Republik Venedig, ihr 91. Doge. Er regierte vom 24. Juli 1612 bis zu seinem Tod. Er war der erste Angehörige einer der sogenannten alten Familien, der seit 1382 ins Dogenamt gewählt wurde.
Seine lange Ämterlaufbahn begann 1561, umfasste also bis zu seiner Wahl zum Dogen mehr als ein halbes Jahrhundert. Sie umfasste ausschließlich zivile Positionen innerhalb der Stadt und auf der Terraferma, dem zu Venedig gehörenden Teil des oberitalienischen Festlands. Er saß im Senat, im Collegio und im Rat der Zehn, er war Zensor, Staatsinquisitor, er war zuständig für die Lebensmittelversorgung, das Arsenal und die Münzprägestätte sowie zahlreiche weitere Aufgabenfelder innerhalb der Stadt Venedig.
Seine kurze Amtszeit war vor allem von den Kämpfen mit den österreichischen Habsburgern und den Uskoken geprägt, die mit ihren Kaperfahrten den Handel in der Adria störten.

## Familie

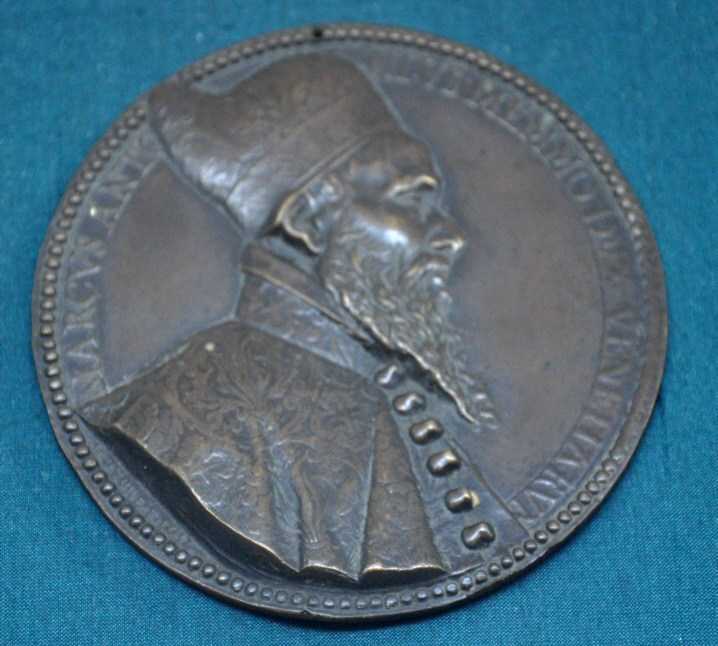
Bronzene Plakette des Medailleurs Guillaume Dupré auf den Regierungsantritt Memmos im Jahr 1612; Museum Angewandte Kunst, Frankfurt Inventar-Nummer 4005

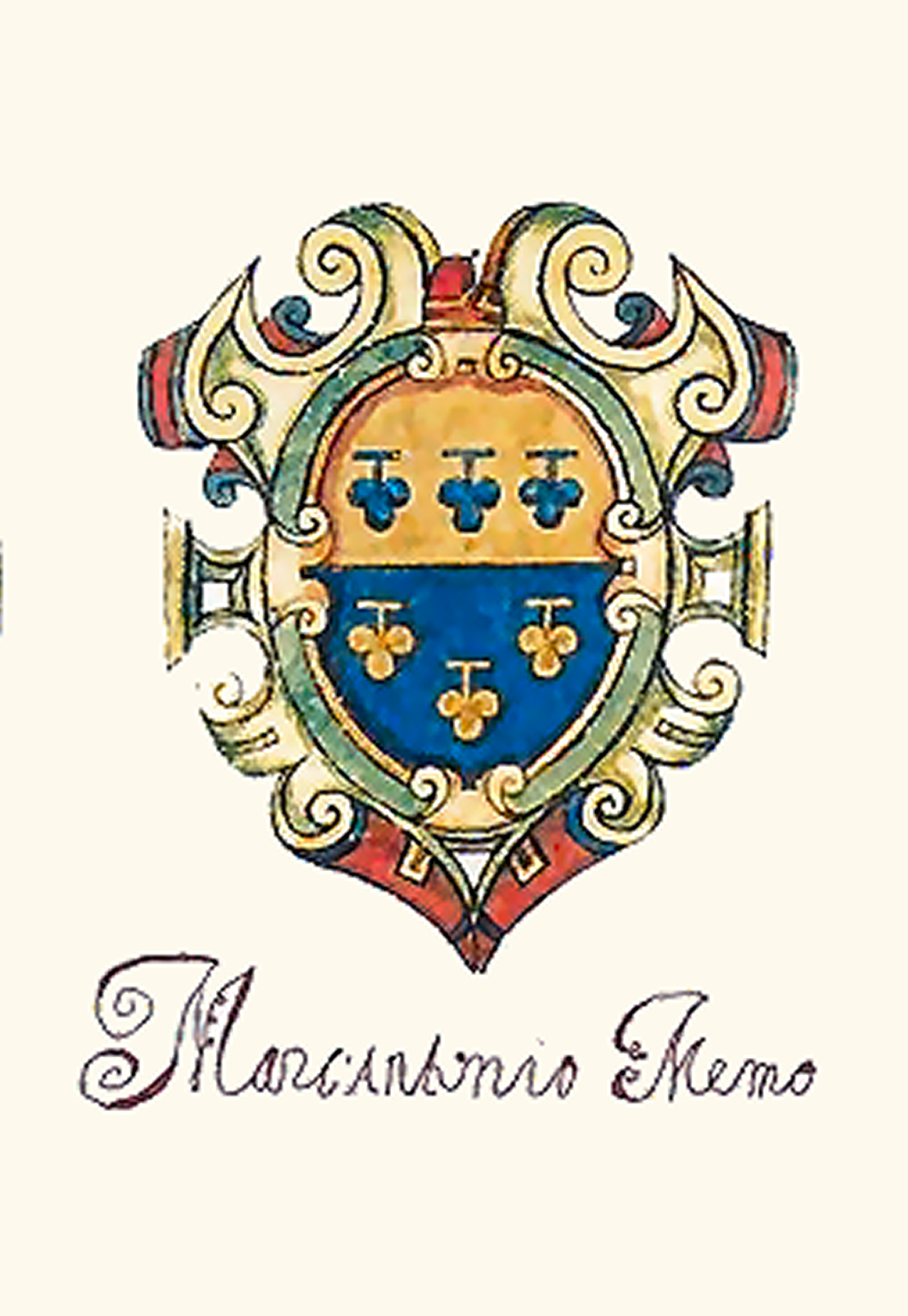
Wappen des „Marcantonio Memo“

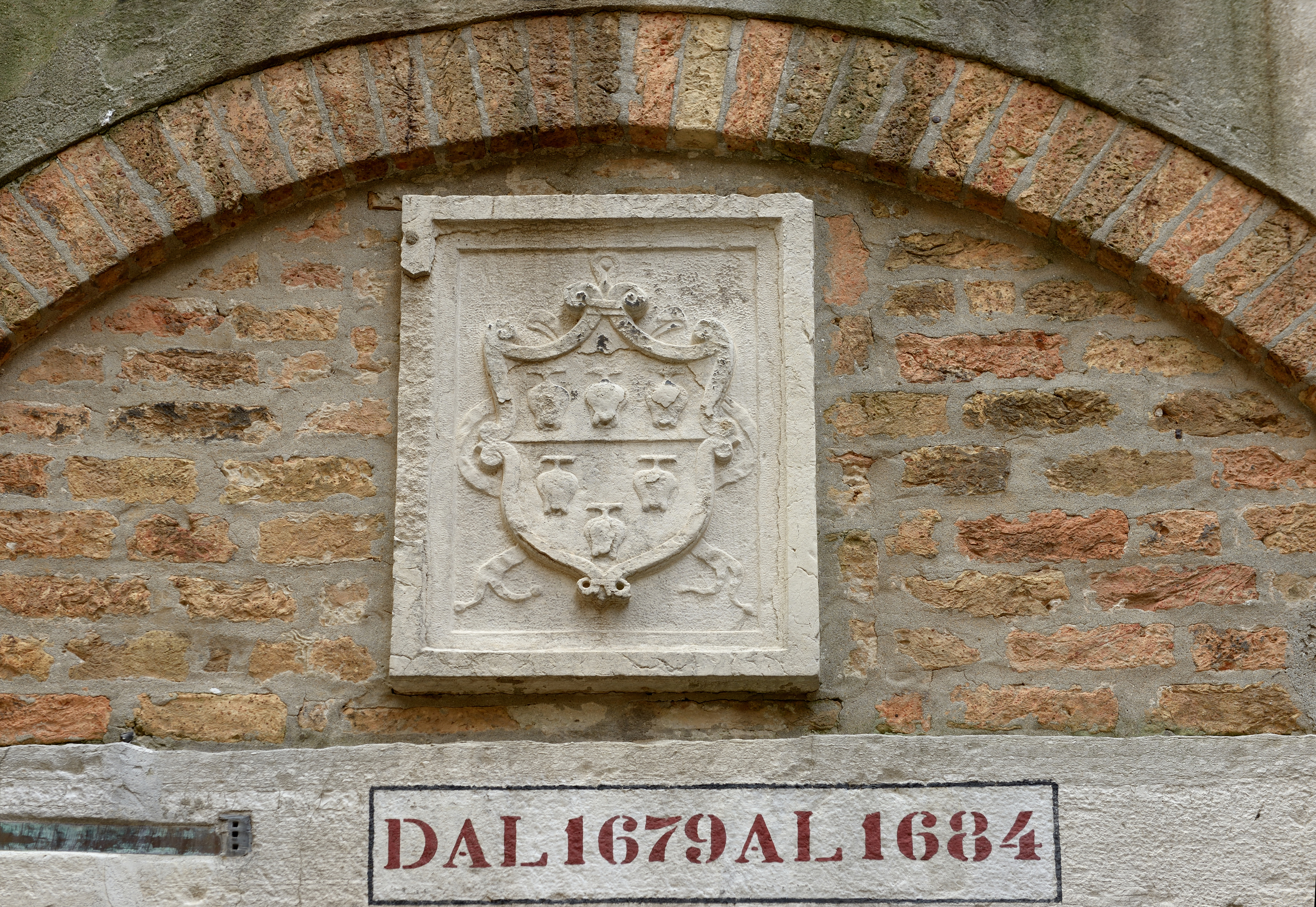
Wappen in der Calle del Cristo in Cannaregio

Marcantonio Memmo, vierter von fünf Söhnen des Giovanni Memmo und der Bianca Sanudo, stammte aus einer der ‚alten Familien‘, der case vecchie Venedigs. Tribuno Memmo, der von 979 bis 992 regierte, war der erste Doge aus dieser tribunizischen Familie, die bereits im Jahre 960 erwähnt wird. Mit der Wahl Marcantonios stieg zum ersten Mal seit 1382 wieder ein Mitglied der case vecchie zum Dogen auf.

## Leben

### Ämterlaufbahn
Marcantonio Memmo hatte in verschiedenen Städten der Terraferma das Amt eines Podestà bekleidet, bevor er zum Prokurator von San Marco gewählt wurde. Diese Position genoss nach derjenigen des Dogen das höchste Ansehen und war längst zur Vorbedingung für die Wahl zum Dogen geworden. Doch bei der Wahl von 1606 unterlag Memmo noch gegen Leonardo Donà, wenn er auch 19 der 41 Stimmen erhielt.
Seine Ämterlaufbahn führte ihn in zentrale, zivile Positionen auf dem venezianischen Festland. Am 13. Dezember 1561 wurde er zum Savio agli ordini, die seit langem übliche Einstiegsposition für Angehörige seines Standes. 1568 bis 1569 war er Capitano von Vicenza, 1584 wurde er Podestà von Verona, dann vom 9. März 1586 bis zum 21. September 1587 von Padua. 1597 war er Proveditor generale von Palma, einer bedeutenden Festung im Friaul, womit er den erkrankten Giovanni Bembo ersetzte (seinen Nachfolger im Dogenamt).
Dabei hatte er es in den Städten häufig mit Fraktionskämpfen, aber auch Bandenkriegen zu tun. Die fundamentale Schwäche des lokalen Rechtssystems verschärfte sich dadurch, dass Mörder, die einen anderen Mörder umgebracht hatten, freigelassen werden konnten. Dieses seit den 1580er Jahren breit angewandte Verfahren des beneficio di liberazione führte dazu, so warnte Memmo, der 1587 Podestà in Padua war, dass die entsprechenden voci, die schriftlichen Bestätigungen, von Gewalttätern weitergereicht und entsprechend eingesetzt wurden. Damit werde Gewalttaten Vorschub geleistet, denn die Täter würden immer wieder straffrei ausgehen. Dies wiederum hing damit zusammen, dass die örtlichen Staatsvertreter nicht wussten, dass die jeweilige voce bereits andernorts eingesetzt worden war. Memmo warnte davor, dass auf diese Art jeder beliebige Mörder freikommen könne.
1601 bis 1602 war Memmo Podestà von Brescia, wo er mit schweren Konflikten zwischen lokalen Familien konfrontiert war. In einem Brief an den Senat warnte er, Frieden und Ruhe in der Stadt würden von der Lösung der dortigen Differenzen abhängen. Aufgrund der dort erworbenen Verdienste um den Erhalt der venezianischen Herrschaft in der Stadt wurde er, noch im Amt, am 25. Januar 1602 zum Prokuratoren von San Marco gewählt, wie üblich auf Lebenszeit. Geändert hat dies an den Verhältnissen in Brescia nichts. Allein zwischen 1609 und 1611 kam es dort zu 2.800 Morden. Und auch im übrigen Venetien herrschten ähnliche Zustände. Der Zanoni-Bande, die um den Gardasee operierte, und auf deren Rechnung der Mord an Bernardini Ganassoni ging, dem Podestà von Salò, wurde erst in einer regelrechten Schlacht 1617 besiegt und ausgelöscht.
Memmo saß, wie Emmanuele Antonio Cicogna zusammenfasst, mehrfach im Senat, im Rat der Zehn, war Zensor und einer der 41 Elektoren des Dogen Pasquale Cicogna. Auch war er Consigliere für die Sestieri Santa Croce (Sestiere di Venezia) und Dorsoduro, mehrfach Staatsinquisitor, Depositario in Zecca, womit er für die zentrale Münzprägestätte, die Zecca, mitverantwortlich war. Darüber hinaus war er „Conservatore del Deposito, Sopraprovveditore alle Biave, Provveditore all'Artiglieria e alle Fortezze“, womit er für die Depositen, dann für die Getreideversorgung (biave) und schließlich für Artillerie und Festungswerke verantwortlich war. Er saß im Collegio delle Acque, war also mit dem Flusssystem um die Lagune von Venedig betraut, er war als Sopravveditore alla Sanità für die Bekämpfung von Epidemien zuständig, wie allgemein für Maßnahmen zur Abwendung gesundheitlicher Gefahren wie der Pest, dann für das Arsenal. 1602 war er für den Bau von 100 Galeeren und der großen Galeeren zuständig, 1606 für den Bucintoro, das prunkvolle Staatsschiff, das während seiner Amtszeit für 70.000 Dukaten aufwändig neu geschmückt und renoviert wurde. Dann erhielt er die Soprintendenza delle fabbriche pubbliche auf dem Markusplatz, dann als Riformatore dello Studio di Padova war er für die Universität Padua zuständig.
Im Juni 1607 wurde er zusammen mit Antonio Priuli ins Friaul geschickt, um die Konflikte zwischen dem landsässigen Adel (feudatari) und den nobili der Stadt Udine zu schlichten. Zwei Mal wurde er vom Großen Rat, der im Dogenpalast tagenden Generalversammlung des Adels (nobilitas), zu einem der Correttori della Promissione Ducale gewählt, Patrizier, die den Dogeneid überarbeiten sollten, wie es seit geraumer Zeit nach dem Ende jeder Amtszeit des jeweiligen Dogen üblich war.
Am 24. Juli 1612, nach dem Tod des Dogen Leonardo Donà, wurde er mit 39 der 41 Stimmen zum Dogen gewählt. Wäre diesmal nicht ein Kandidat der case vecchie gewählt worden, so wären die Konflikte, so einer der Chronisten, wohl eskaliert, denn Kandidaten der alten Familien waren seit 230 Jahren nicht mehr in dieses Amt gelangt.

### Dogenamt

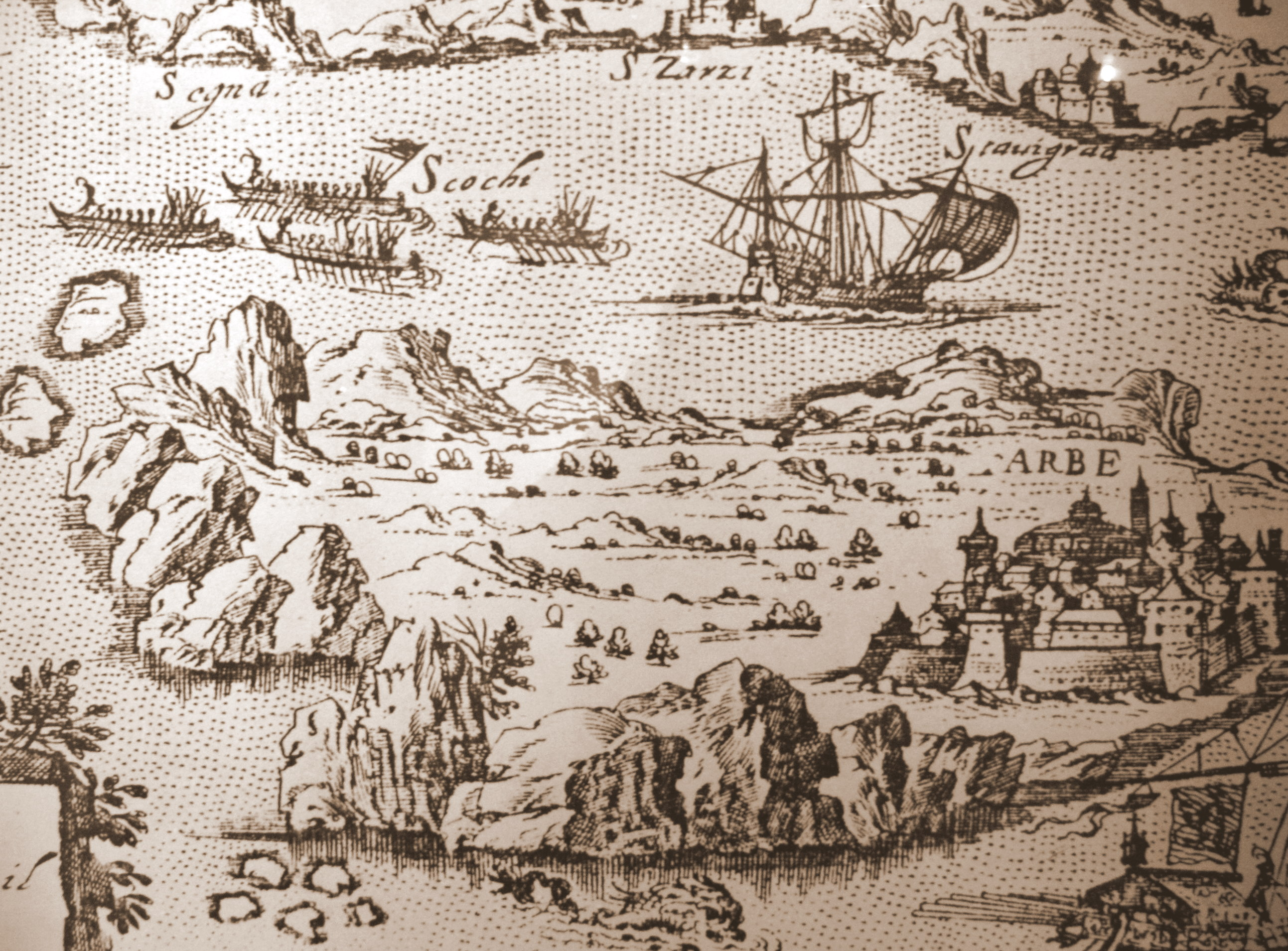
Uskokenschiffe verfolgen ein Handelsschiff, um 1600, im Vordergrund Arbe (Rab)

Marcantonio Memmos Amtszeit von wenig mehr als drei Jahren und drei Monaten war außenpolitisch stark durch die Auseinandersetzungen mit den österreichischen Habsburgern wegen deren Unterstützung der Uskoken geprägt. Die Uskoken waren Christen unterschiedlicher Nationalität, die vor den Osmanen geflohen waren, sich an der Adriaküste auf österreichischem Gebiet angesiedelt hatten und die venezianischen und osmanischen Handelsgaleeren ausraubten. Im März 1613 kam es zu einem Vergleich zwischen Erzherzog Ferdinand und Venedig, demzufolge Österreich die Uskoken mindestens 50 Meilen von der Küste entfernt umsiedeln sollte. Venedig sollte im Gegenzug seine Blockade aufgeben.
Doch schon im Mai 1613 wurde der Provveditore Christoforo Venier von den Uskoken auf brutale Weise umgebracht, nachdem sein Schiff attackiert worden war. Trotz entsprechender Bestrafungen kam es mit den Habsburgern, die ihre Hand weiterhin über die Uskoken hielten und Venedig die Herrschaft über die Adria streitig machten, zum Krieg (1614–1615). Lorenzo Venier übte blutige Rache, venezianische Truppen überquerten die Grenze nach Österreich. Österreicher und Uskoken zogen wiederum im September 1615 plündernd nach Istrien, zogen unter die Mauern von Palma. Der Krieg endete erst unter Memmos Nachfolger.
Im Inneren schwelte der Konflikt mit Spanien weiter. So wurden bereits früher Verbannte aus der spanischen Botschaft geholt und erneut aus der Stadt verwiesen. Im Dezember 1612 wurde ein Gesetz neu eingeschärft, das es allen Adligen verbot, mit den Vertretern ausländischer Potentaten zu verkehren – dabei kam es auch zu Verbannungen, wie etwa derjenigen des Antonio Calbo am 18. August 1614.

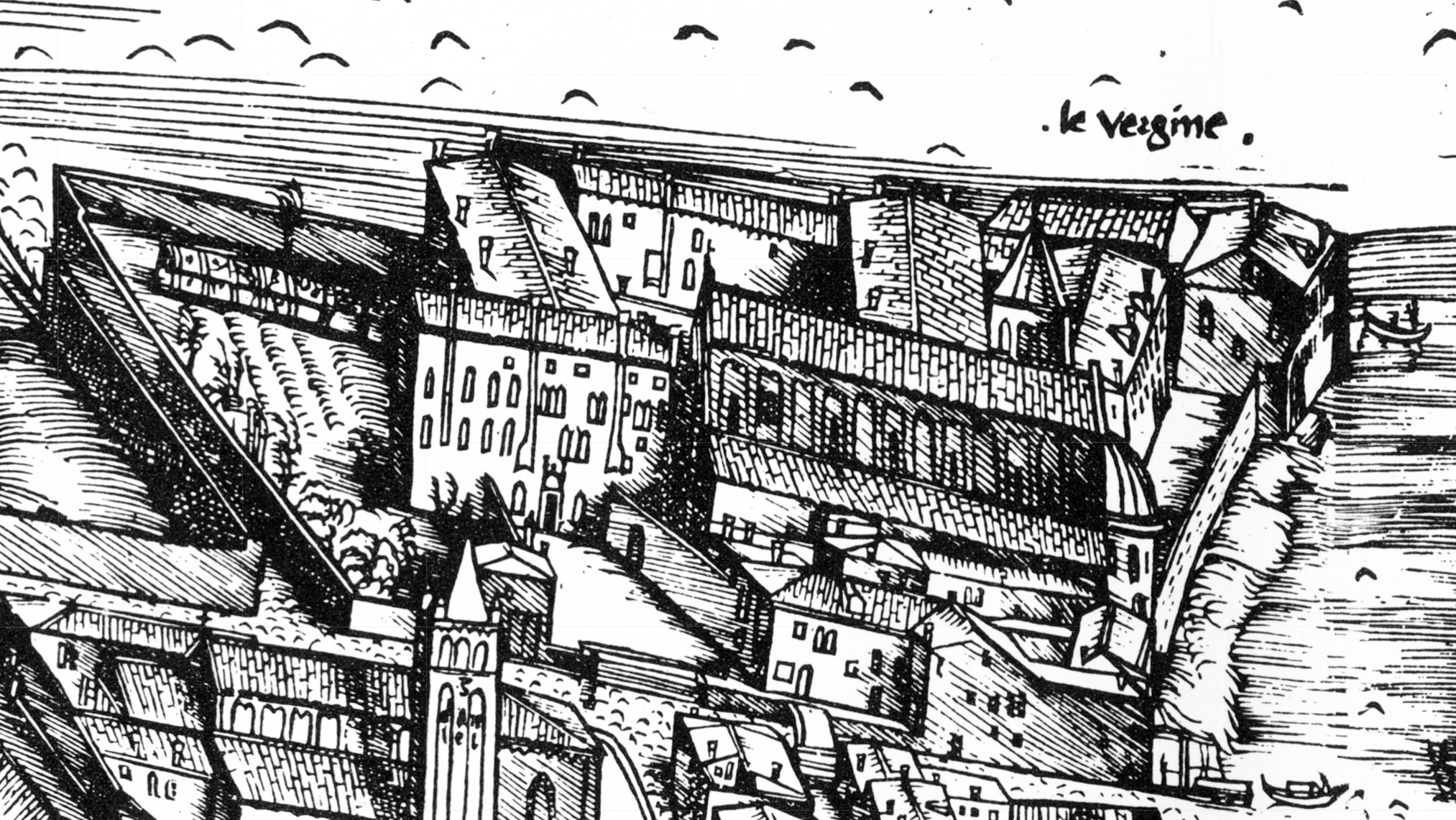
Die Vergini-Kirche im Plan des Jacopo de’ Barbari von 1500

Am 25. April 1613 beschloss der Senat, dass fortan jedes Jahr am 1. Mai der Doge nebst Signoria zur Kirche Santa Maria delle Vergini zu gehen hatte – ein Privileg, das der Kirche bereits von Papst Alexander III. ausgestellt worden war (die Kirche wurde 1844 abgerissen).
Am 22. Januar 1614 starb die Dogaressa Morosina Grimani (Morosini), die Ehefrau des 1606 verstorbenen Dogen Marino Grimani in ihrem Palast bei San Luca.

## Tod, Grabmal, Porträt im Dogenpalast

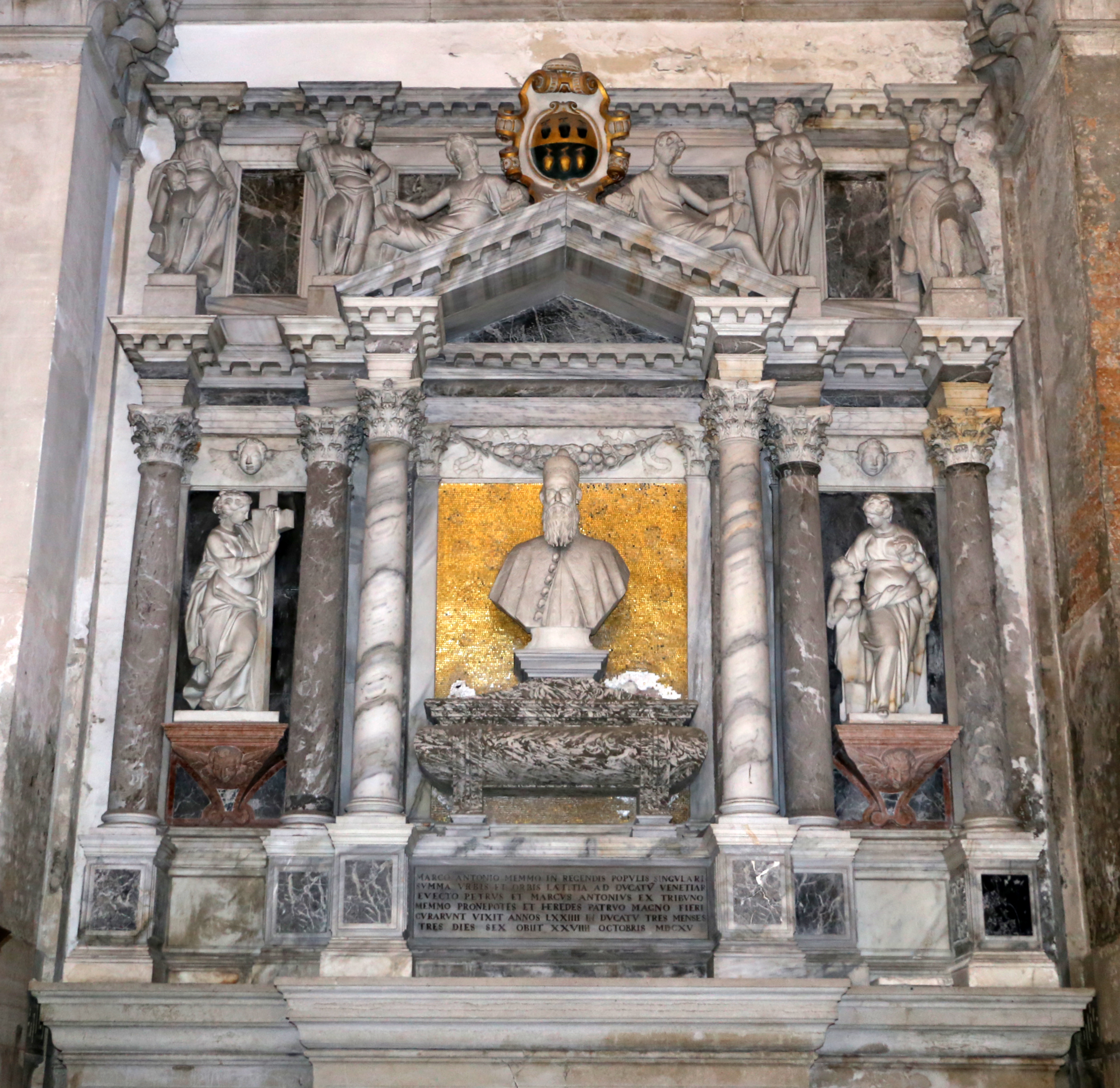
Grabmal Memmos in der Basilika auf San Giorgio Maggiore

Da Memmo während seiner Regierung unentwegt kränkelte, trat er nur wenig öffentlich in Erscheinung. Er starb am 31. Oktober 1615 und wurde wie sein Vorgänger in der Kirche San Giorgio Maggiore begraben.
Das Grabmal, das nach dem Entwurf des Architekten Giulio dal Moro erbaut wurde, der auch die Statue des Dogen auf dem Monument schuf, befindet sich an der Fassadenwand eines Seitenschiffs der Kirche.
Im Saal des Großen Rates, der Sala del Maggior Consiglio, des bei Weitem größten Saales des Dogenpalasts, wurden nach dem Brand von 1577 insgesamt 76 Dogenporträts in den Lünetten angebracht. In den meisten Fällen konnte es sich nicht um Porträts handeln, da das Aussehen der früheren Dogen unbekannt war. Daher traten die lateinischen Spruchbänder in den Vordergrund. Nach Untersuchungen an den Werken ließen sich oftmals spätere Veränderungen nachweisen, so dass beim Porträt Memmos ein anderes Spruchband auftauchte, als sich dies heute zeigt. Dort hieß es in der ältesten Fassung: „Domi iustus, foris ferox. Piratas exegi, bella externa sustuli. Pacata Italia, Aquilas terrui Leo, mox Columba reduxi. Servavi et propagavi imperium.“